# Хохлатка Ширера
Хохлатка Ширера (лат. Corýdalis shearéri) — вид двудольных цветковых растений, включённый в род Хохлатка (Corydalis) подсемейства Дымянковые (Fumarioideae) семейства Маковые (Papaveraceae).

## Название
Видовой эпитет дан Спенсером Ле Мэрчантом Муром в честь шотландского врача и ботаника Джорджа Кэмпбелла Ширера (George Campbell Shearer) (1836—1892).

## Ботаническое описание
Многолетнее травянистое растение с горизонтальным корневищем. Развиты подземные столоны, могут ветвиться. Стебли прямостоячие, маловетвистые, 20—40 (до 60) см в высоту, с 2—4 листьями. Листья в прикорневой розетке на черешках до 10 см длиной, сверху зелёные, снизу сизоватые, дважды-трижды перисто-рассечённые. Сегменты листьев короткочерешковые, их дольки сидячие, цельные или глубоко надрезанные, с зубчато-пильчатым краем. Стеблевые листья такой же формы, в основании их черешков могут присутствовать маленькие коричневые бульбочки — органы вегетативного размножения помимо столонов.
Цветки собраны в кисть 4—10 см длиной по 10—15 (до 20) на конце стебля, сначала густую, при плодах — разреженную. Прицветники в верхней части соцветия цельные, узко-обратнояйцевидные, ниже — неглубоко разделённые на три доли. Цветоножки при цветении длиннее прицветников. Чашелистики около 1 мм длиной, округлые. Венчик бледно-амаратнового или светло-синего цвета, кончики внутренних лепестков тёмно-фиолетовые.
Плод — коробочка линейной формы, 15—30×1,5—2 мм, содержит 10—25 семян. Семена мелкие, около 1,2 мм в диаметре.
Цветёт и плодоносит в природе с апреля по июнь.

## Распространение и экология
Эндемик Внутреннего и Южного Китая и приграничных районов Вьетнама.
Произрастает по берегам рек, на болотах, во влажных лесах, на высоте 200—2700 м над уровнем моря.

## Классификация

### Синонимы
- Capnoides sheareri (S.Moore) Kuntze, 1891
- Capnoides suaveolens (Hance) Kuntze, 1891
- Corydalis chelidoniifolia H.Lév. & Vaniot, 1902
- Corydalis echinocarpa Franch., 1886
- Corydalis sheareri var. changyangensis Fedde, 1921
- Corydalis suaveolens Hance, 1880